# لوكاس فينيسيوس غونسالفيس سيلفا
لوكاس فينيسيوس غونسالفيس سيلفا (بالبرتغالية: Lucas Vinicius Gonçalves Silva‏) (14 سبتمبر 1991 في البرازيل – )؛ هو لاعب كرة قدم كان يلعب كمهاجم.

## وصلات خارجية
- لوكاس فينيسيوس غونسالفيس سيلفا على موقع رابطة كرة القدم اليابانية للمحترفين (اليابانية)
- لوكاس فينيسيوس غونسالفيس سيلفا على موقع قاعدة بيانات كرة القدم.إي يو (الإنجليزية)
- لوكاس فينيسيوس غونسالفيس سيلفا على موقع Soccerway.com (الإنجليزية)
- لوكاس فينيسيوس غونسالفيس سيلفا على موقع عالم كرة القدم.نت (الإنجليزية)